# Chicken Scramble
『Chicken Scramble』（チキンスクランブル）は、Rocket Bottle Gamesが開発したスライディングブロックパズル形式のパズルゲーム。iOS、Android版が2014年9月3日に配信された。

## 遊び方
Chicken Scrambleは、2048と同じプレイスタイルのスライディングブロックパズル。プレイヤーはタッチ画面で上下左右にスワイプして、ニワトリのブロックをタイルボード上で対応する方向に動かすことができる。ゲーム内での操作は、ボタンを押す以外にこのスワイプのみ。
ゲームの目的はステージをクリアすること。プレイヤーは決められた移動回数内でノルマを達成しなくてはならない。各ステージはサイズや形が異なり、様々な障害物や機能が登場するので、プレイヤーはステージにあわせて戦略を変える必要がある。
さらに、プレイヤーが星をひとつ獲得するには十分なスコアを出さなければならない。ほとんどの場合、ノルマを達成するだけで星を獲得できるが、スコアが高ければ最大3つの星がもらえる。一部のステージでは、星3つを獲得するには連続マッチコンボで高スコアを出す必要がある。

### 特別なタイル/ブロック
Flowerbed（花壇）タイルは、マッチさせると獲得できる報酬が2倍になる。ノルマの達成や高スコアの獲得に役に立つ。
Haystacks（干し草の山）は複数重なった障害物。このタイルの隣でマッチすると消すことができる。
Hatchpoint（孵化地点）タイルには、新しい卵が出現する。このタイルが出現している間は、マップの他の場所に卵が現れることはない。
Dandelions（タンポポ）はボード上に広がる障害物。このタイルの隣でマッチすると、タンポポを消すことができる。タンポポをそのターンで消さないと、新しいタンポポが今あるタンポポの隣の空のタイル部分で育ってしまう。

### 特別なニワトリ
Chicken Scrambleでは、特別なニワトリは障害物になる。通常のニワトリとマッチさせると消すことができる。
Sleeping Chickens（眠るニワトリ）は移動できるが、他のニワトリとマッチさせることができないので、プレイヤーにとっては障害物となる。目を覚ますと、次のレベルに成長する。Caged Chickens（かごの中のヒヨコ）は移動できない。解放されると、次のレベルに成長する。
Robot Chickens（ロボニワトリ）は一定のターン数（胸のところに光る数字）が過ぎると爆発する爆弾。爆発するとプレイヤーの負けとなる。解体すると、ロボニワトリをボードから完全に消すことができる。

### パワーアップアイテム
Undo（戻す）を使うと、ボードをひとつ前の状態に戻すことができる。ノルマ、移動回数、スコアも同様にリセットされる。パワーアップアイテム数に影響はない。
Undo（戻す）は間違いを修正するために使われることが多いが、本来はコンボ数を稼ぐためのツール。戻すは3種類のパワーアップアイテムの中で一番出やすく、5個セットで購入可能。
Claw（はさみ）を使うと、ニワトリや障害物を消すことができる。様々なシチュエーションで役に立つ多才なパワーアップアイテム。Clawsはさみは3個セットで購入可能。
Fill（満たす）を使うと、ボード上のすべての空タイルに卵を出現させることができる。干し草の俵やタンポポなどの障害物にダメージをあたえ、スコアアップとコンボ稼ぎに便利。満たすは3つのパワーアップアイテムの中で最もレアで、セットでは購入できない。

### アプリ内購入
プレイヤーはゲーム内通貨のゴールドを購入すると、ゲーム内のアイテムを買うことができる。
アーケードゲーム方式で、プレイヤーは最大で5個のライフを持つことができる。ステージのクリアに失敗すると、ライフが1個ずつ減っていく。ライフが尽きたら、ゲームを続けるためにライフを購入するか、友達からもらうか、あるいは30秒待ってライフを獲得する必要がある。
プレイヤーがステージのクリアに失敗しても、移動回数が残っていればパワーアップアイテムを使うことができる。プレイヤーがそれ以上移動できなくなり行き詰った時に、よくこの状況になる。Robot Chicken（ロボニワトリ）が爆発した場合は、チャンスを購入することでゲームを続けることができる。

## 評判
Chicken Scrambleの評価はおおむね好意的で、批評家にはプレイのしやすさ、アートや音楽の質が称賛されている。